# Caribchthonius orthodentatus
Caribchthonius orthodentatus är en spindeldjursart som beskrevs av William B. Muchmore 1976. Caribchthonius orthodentatus ingår i släktet Caribchthonius och familjen käkklokrypare. Inga underarter finns listade.